# Doug Moench
Douglas 'Doug' Moench (* 23. Februar 1948 in Chicago, Illinois) ist ein amerikanischer Autor (Drehbücher, Comics, Romane) und Journalist.

## Arbeit als Journalist
Als Journalist hat Moench für Magazine wie Adam, Knight, Fling oder Man to Man geschrieben sowie vor allem für die Zeitung Chicago Sun-Times. Dabei war er vor allem als Rezensent und Interviewer für Filme und musikalische Arbeiten tätig. In dieser Funktion interviewte er unter anderem Bands wie The Who, The Monkees oder The Seeds. Ende der siebziger Jahre beendete Moench seine Karriere in Chicago und ging als freier Autor nach New York, später nach Pennsylvania.

## Arbeit als Autor
Das künstlerische Werk von Moench umfasst Romane, Kurzgeschichten, Teleplays und Drehbücher. So verfasste er die Skripte für die Fernsehserie Mighty Mouse in den frühen 1980er Jahren, für die er vom Wallstreet Magazine und vom Time Magazine ausgezeichnet wurde und die Romanadaption des Films "Planet of the Apes" (Planet of the Apes: The Official Adaption, ISBN 978-0-944735-73-2).
Als Moenchs bekannteste Arbeit gilt jedoch seine Tätigkeit als Autor von Comicgeschichten über die Superhelden-Figur Batman: Von 1983 bis 1986 und von 1992 bis 1998 schrieb er als Stammautor der monatlichen Comicserie Batman (und von 1983 bis 1986 zudem in Personalunion auch als Stammautor der zweiten Haupt-Batman-Serie Detective Comics) die Abtenteur über den bekannten als furchteinflößende Fledermauskreatur verkleideten Verbrecherjäger. Die von Moench verfasste Jubiläumsausgabe # 500 der Batman-Serie (1993) ist mit mehr als 7 Millionen verkauften Exemplaren (ohne Nachdrucke in Übersetzungen und in Sammelbänden mit anderen Heften) eines der meistverkauften Comichefte überhaupt und machte Moench, der beträchtliche Tantieme für diese Ausgabe erhielt zu einem der wohlhabendsten Autoren in den Vereinigten Staaten.
Weitere bekannte Comicserien, die Moench zeitweise betreute, waren Catwoman, Conan, Fantastic Four, James Bond, Hulk, Moon Knight, Thor, Vampirella, Mister Miracle und Ghost Rider.
Häufige künstlerische Kollaborateure Moenchs in der Vergangenheit waren die Zeichner Jim Aparo, Kelley Jones und Paul Gulacy, sowie der Tuscher John Beatty. Mit jedem der genannten arbeitete er insbesondere an zahllosen Batman-Geschichten zusammen.
Zu den von Moench erfundenen fiktiven Figur zählen unter anderem der Superheld Moon Knight für Marvel Comics, sowie zahlreiche dauerhafte Figuren des Batman-Universums, wie der schmuddelige Polizist Harvey Bullock, der Bandenchef Black Mask und der drogensüchtige Terrorist Bane.
Heute lebt Moench mit seiner Ehefrau Debra und seinem Hund Rusty in Pennsylvania.

## Preise
Moench wurde für seine Arbeiten als Comicautor mit verschiedenen Preisen ausgezeichnet. So erhielt er den Eagle, den World Fantasy Award, den Diamond Gemstone, den Inkpot, den Eisner. 1978 erhielt er den British Fantasy Award für Weirdworld: Marvel Premiere #38.
Als Journalist erhielt er den Chicago Newspaper Guild Award 1972. Als Drehbuchautor wurde die von ihm verfasste Serie "The New Adventures of Mighty Mouse" von Times als eine der zehn besten TV-Serien 1987 nominiert, während das Wall Street Journal die Serie zur besten des Jahres kürte.

## Werke

### Comics

#### DC Comics
- Arion, Lord of Atlantis #4-11
- Batman #0, 360-400, 481-559, 1,000,000 und Annual #10, 12, 13, 17-21
- Batman: Blackgate: Isle of Men
- Batman: Bloodstorm (Elseworld)
- Batman: Book of the Dead #1-2
- Batman: Brotherhood of the Bat
- Batman: Cataclysm #1 (teilweise; Paperback-Reprint von Einzelstories)
- Batman Chronicles #1-3 (teilweise)
- Batman: Crimson Mist (Elseworld)
- Batman: Dark Joker: The Wild (Elseworld)
- Batman & Dracula: Red Rain (Elseworld)
- Batman: Haunted Gotham #1-4 (Elseworld)
- Batman: Hong Kong
- Batman: Knight Gallery
- Batman: Outlaws #1-3
- Batman vs. Predator II: Bloodmatch #1-4
- Batman/Spawn: War Devil (mit Chuck Dixon und Alan Grant)
- The Big Book of Conspiracies
- The Big Book of The Unexplained
- Blackhawk, 2. Serie, #12-16
- Catwoman #0, 25, 38-55
- Catwoman: Guardian of Gotham #1-2 (Elseworlds)
- Celebrate the Century Super Heroes Stamp Album #1
- C.O.P.S. #1-15
- The DC Challenge #3
- Detective Comics #526-566
- Electric Warrior #1-18
- Forbidden Tales of Dark Mansion #11
- G.I. Combat #163
- Green Arrow, 2. Serie, #86
- Green Lantern Corps Quarterly #1-2
- Green Lantern: Dragon Lord #1-3
- Heroes against Hunger
- House of Mystery #216, 228, 244, 253
- House of Secrets #113
- Legends of the Dark Knight #11-15, 46-49, 86-88, 137-141, 146-148
- Lords of the Ultra-Realm #1-6, Special #1 (co-created by Moench and Pat Boderick)
- Mister Miracle Volume 2 #14-28
- The Omega Men #17-20, 22, 23, 25 and Annual #1
- Our Army at War Featuring Sgt. Rock #271
- The Sandkings (Adaptation nach George R. R. Martin)
- Showcase '93 #1-12
- Slash Maraud #1-6
- The Spectre volume 2 #1-31, Annual #1
- S.C.I. Spy #1-6
- Teen Titans Spotlight #12
- The Wanderers #1-13
- World’s Finest Comics #289-292
- Xenobrood #0, 1-6

#### Marvel Comics
- Adventures into Fear #25-28
- Adventures on the Planet of the Apes #1-11
- Astonishing Tales #25-27, 30-31
- Bizarre Adventures #26, 28, 33
- Captain Marvel #56, 58-62
- Chamber of Chills #7
- Conan the Barbarian: The Skull of Set Graphic Novel
- Conan Saga #17, 33, 36 (basically reprints of The Savage Sword of Conan)
- Creatures on the Loose featuring Man-Wolf #30-31
- Deadly Hands of Kung Fu #3-14, 16-18, 29, 33, Special #1 (black and white magazine featuring Shang-Chi: Master of Kung Fu)
- The Deep (comic book adaptation of the Columbia Pictures movie)
- Doc Savage #1-8 (1976 black and white magazine)
- Dracula Lives! #2-3, 5-6, 8-12
- Epic Illustrated #3, 5, 9, 11-13, 33 (numerous short fantasy stories and a Weirdworld serial, in a color anthology magazine)
- Fantastic Four #219, 222-231, Annual #15
- The Frankenstein Monster #12-17
- Ghost Rider volume 2 #5
- Giant-Size Chillers #1
- Giant-Size Master of Kung-Fu #1-4
- Giant Size Werewolf #2-5
- Godzilla: King of the Monsters #1-24
- The Haunt of Horror #2-5, 12
- The Hulk! #10-22 (printed in magazine format in "Super Marvel Color")
- The Incredible Hulk Annual #9
- Inhumans volume 1 #1-8, 10-12
- The Island of Dr. Moreau (comic book adaptation of the American International film)
- Ka-Zar: Lord of the Hidden Jungle (1974 series) #10-20
- King Conan #9-15
- Kull the Conqueror (volume 1) 16-20, (1982 mini-series) #2
- Kull and the Barbarians #3 (black and white magazine)
- Legion of Monsters #1
- Marvel Classics Comics #13, 16, 19, 21, 22, 25, 27, 29-30, 32-36 (adaptations of classic novels)
- Marvel Comics Presents #1-8, 26-35 (featuring Shang Chi, Master of Kung Fu in the first run and Coldblood in the second)
- Marvel Fanfare #24-26 (featuring Weirdworld)
- Marvel Premiere #17-19, 38, 41, 61 (#38 features Weirdworld, #41 Seeker 3000, #61 Star-Lord)
- Marvel Preview #1, 5-6, 8, 12-13, 18, 21-22, 26, 28, 33 (black & white magazine; #5-6 adapt the Sherlock Holmes story The Hound of the Baskervilles, #8 features the Legion of Monsters, #12 is The Haunt of Horror a collection of short Horror stories)
- Marvel Spotlight (1971 series) #28-29 (featuring Moon Knight)
- Marvel Spotlight (1979 series) #1-3,6,7 (#1-3 feature Captain Marvel, #6-7 feature Star Lord)
- Marvel Super Action #1 (first Weirdworld story)
- Marvel Super Special #10-13 (#10 features Star-Lord, #11-13 feature Weirdworld)
- Marvel Two-in-One Annual #6
- (The Hands of) Shang-Chi: Master of Kung Fu #20-63, 65-120, 122, Annual #1
- Master of Kung Fu: Hellfire Apocalypse #1-6 (Marvel MAX)
- Monsters of the Movies #1, 8
- Monsters Unleashed #5-11
- Moon Knight volume 1 #1-15, 17-26, 28-33
- Moon Knight: High Strangers (1999 series) #1-4
- Moon Knight: The Resurrection (1997 series) #1-4
- Moon Knight Special Featuring Master of Kung Fu #1
- Morbius Revisited #2
- Planet of the Apes #1-29 (adaptations of the Apes films, plus a handful of original spinoff tales, most notably the ongoing "Terror on the Planet of the Apes" saga)
- Rampaging Hulk #1-9 (black-and-white magazine format)
- The Return of Shang-Chi Master of Kung Fu: Bleeding Black #1
- Savage Fists of Kung Fu (black and white magazine)
- Savage Sword of Conan #5, 9, 13, 14, 180
- Savage Tales (Featuring Conan and Ka-Zar) #5, 7, 8, 11
- Seeker 3000 #1
- Shogun Warriors #1-14, 16-20
- Tales of the Zombie #2-7, 9, 10, Annual #1
- The Mighty Thor #303, 308, 310-322, 324-328
- The Toxic Avenger #1-11 (based on Troma Films' character)
- Unknown Worlds of Science Fiction #3, 6
- Vampire Tales #2, 4-7, 9-11, Annual #1
- What If? volume 1 #16
- Werewolf by Night volume 1 #20-43
- Wolverine: Doombringer #1
- X-Men Unlimited volume 1 #25

#### Eclipse Comics
- Aztec Ace #1-15
- Nightmares #1-2 (reprints "Blood on Black Satin", originally published in Eerie #109-111)
- Miracleman #14 (backup story: "Nuclear Spring")
- Total Eclipse #2 ("Aztec Ace" backup story)

#### Epic Comics
- Six From Sirius #1-4
- Six from Sirius II #1-4

#### Skywald Comics
- Psycho #5, 6, 9, 11, 13, 16
- Nightmare #9-12, 14, Annual #1, Yearbook 1974

#### Malibu Comics
- Rune: Hearts of Darkness #1-3
- Terror on the Planet of the Apes #1-4 (reprints from Marvel's Planet of the Apes magazine)

#### Dark Horse Comics
- Dark Horse Comics #25 (James Bond story)
- James Bond: Serpent's Tooth #1-3

#### Warren Publishing
- Eerie #29-30, 35-45, 47, 50, 53-55, 57-58, 72, 78, 109-112
- Creepy #37, 46-47, 49-54 56-59 64-66 68, 71-72, 76, 80, 82, 88
- Vampirella volume 1 #7, 9, 14-15, 17-20, 24-29, 31, 34, 39

### Bücher
- Batman Masters Collection (120 trading Cards, re-printed als 208-seitiges Buch unter dem Titel Batman Masterpieces)
- Batgirl: To Dare The Darkness
- Bucky O’Hare

### Teleplays
- Double Dragon
- The Forensic Files of Batman
- The New Adventures of Mighty Mouse